# Ottelia scabra
Ottelia scabra là một loài thực vật có hoa trong họ Hydrocharitaceae. Loài này được Baker mô tả khoa học đầu tiên năm 1875.